# 大井沢の大栗
大井沢の大栗（おおいさわのおおぐり）は、山形県西村山郡西川町にある栗の巨木。

## 概要
西川町の大井沢地区にある巨大な栗の木である。寒河江川左岸にある大井沢集落中心部から南西約2kmの里山、標高約620ｍの場所に位置する。1996年に民間グループ「巨樹の会」の調査により、幹周りの数値が日本一の栗の木であることが認定されている。日本一に認定された翌年の1997年10月1日に西川町指定天然記念物に指定され、2011年2月4日に山形県指定天然記念物に指定された。地上3ｍ付近で枝が南北に大きく分かれている。木の立つ場所は傾斜地であるが、根本は木道で囲まれている。

## 木の詳細
- 巨木名：大井沢の大栗
- 所在地：西村山郡西川町大井沢桐の木久保3001
- 樹種：シバグリ
- 幹周：8.5m
- 樹高：15m
- 樹齢：約800年

## アクセス
大井沢地区の集落に大栗の近くまで通じる林道の入口があり、近くまで車で行くことができる。駐車場も整備されており、そこから徒歩で進むと木を間近で見ることができる。ただし、例年雪が完全に溶ける5月下旬までは車でのアクセスは不可能であるため注意が必要。駐車場までは山形自動車道月山ICから車で10分ほど。